# Huh E-jae
Huh E-jae (19 de febrero de 1987) es una actriz surcoreana. Conocida por sus papeles protagonistas en dramas como Prince Hours y Single Dad in Love.

## Vida personal
Se casó con el empresario Lee Seung-woo el 15 de enero de 2011. No renovó su contrato con YG Entertainment, y anunció que estaba poniendo su carrera en pausa, mientras realizaba la transición a la vida de casada. La pareja se divorció en el año 2015, después de que decidió regresar a la actuación.

## Filmografía

### Cine
- A Dirty Carnival (2006)
- Sunflower (2006)
- A Boy Who is Walking in the Sky (2008)
- 19-Nineteen (2009)
- Girlfriends (2009)
- Woo-joo's Christmas (2016)

### Series
- Sharp 1 (KBS2, 2004)
- Dal-rae's House (KBS2, 2004)
- Bang Bang (KBS2, 2004)
- Smile Again (SBS, 2006)
- Prince Hours (MBC, 2007)
- Single Dad in Love (KBS2, 2008)
- You Are a Gift (SBS, 2016)

## Premios
- 2007 3rd Premiere Rising Star Awards: mejor actriz revelación
- 2007 3rd Andre Kim Best Star Awards: premio nueva estrella